# Тау⁶ Эридана
 Тау6 Эридана (τ6 Эридана, Tau6 Eridani, τ6 Eridani, сокращ. Tau6 Eri, τ6 Eri) — одиночная звезда в экваториальном созвездии Эридан. Звезда имеет видимую звёздную величину +4,22m и, согласно шкале Бортля, звезда видна невооружённым глазом на городском небо (англ. City sky)).
Из измерений параллакса, полученных во время миссии Hipparcos известно, что звезда удалена примерно на 57,5 св. лет (17,6 пк) от Земли. Звезда наблюдается южнее 76° с. ш., то есть южнее о-ов Новая Земля, Принс-Патрик и Сторе-Коллевей, таким образом, звезда видна практически на всей территории обитаемой Земли, за исключением приполярных областей Арктики. Лучшее время для наблюдения — ноябрь.
Звезда Тау6 Эридана движется довольно медленно относительно Солнца: радиальная гелиоцентрическая скорость звезды практически равна 7 км/с, то есть звезда удаляется от Солнца. Звезда Тау6 Эридана приближалась к Солнцу на расстояние 56,8 св. лет 55 000 лет назад, когда Тау6 Эридана увеличивала свою яркость на 0,02m до величины 4,20m (то есть светила тогда, как Сигма Геркулеса A или 11 Кормы светят сейчас). По небосводу звезда движется на юго-запад, проходя по небесной сфере 0,55228 угловых секунд в год.
Средняя пространственная скорость для Тау6 Эридана имеет следующие компоненты (U, V, W) =(35.2, −22.5, −20.8), что означает U=35,2 км/с (движется к галактическому центру), V=−22,5 км/с (движется против направления галактического вращения) и W=−20,8 км/с (движется в направлении южного галактического полюса).

## Имя звезды
Тау6 Эридана (латинизированный вариант лат. Tau6 Eridani) является обозначением Байера, данным им звезде в 1603 году. Хотя звезда имеет обозначение τ6 (Тау — 19-я буква греческого алфавита), однако, сама звезда — 21-я по яркости в созвездии. 27 Эридана (латинизированный вариант лат. 27 Eridani) является обозначением Флемстида.
В китайской астрономии, звезда относится к созвездию (昴宿, pinyin: Mǎo Xiù) « Волосатая голова» и входит в астеризм, 天苑 (Tiān Yuàn что означает «Небесные Луга» (англ. Celestial Meadows), состоящему из γ Эридана, π Эридана, δ Эридана, ε Эридана, ζ Эридана, η Эридана, π Кита, τ1 Эридана, τ2 Эридана, τ3 Эридана, τ4 Эридана, τ5 Эридана, τ6 Эридана, τ7 Эридана, τ8 Эридана и τ9 Эридана. Следовательно, сама τ1 Эридана известна как — «Тринадцатая звезда Небесного Луга»).

## Свойства Тау6Эридана
Звезда, судя по её спектральному классу является проэволюционировавшей субгигантом спектрального класса F5IV-V. Подобный спектр показывает, что водород в ядре звезды либо уже закончился, либо уже заканчивается то есть звезда либо уже сошла, либо сходит с главной последовательности. Судя по её массе, которая равна 1,35 {\displaystyle M_{\bigodot }} звезда родилась как карлик спектрального класса F1V, с радиусом 1,38 {\displaystyle R_{\bigodot }}, температурой поверхности около 7300 КТаблицы VII и VIII и светимостью, вычисленной по закону Стефана-Больцмана, равной 4,85 {\displaystyle L_{\bigodot }}. Для того, чтобы планета, аналогичная нашей Земле, получала бы примерно столько же энергии, сколько она получает от Солнца, её надо было бы поместить на расстоянии 2,20 а. е., то есть во внутреннюю часть главного пояса астероидов, а более конкретно на орбиту астероида Флора. Причём с такого расстояния Тау6 Эридана выглядела бы на 33 % меньше нашего Солнца, каким мы его видим с Земли — 0,33° (угловой диаметр нашего Солнца — 0,5°). Однако в процессе эволюции звезда несколько увеличила свой радиус и остыла.
В настоящее время звезда излучает энергию со своей внешней атмосферы при эффективной температуре около 6584 К, что придаёт ей характерный жёлто-белый цвет.
В связи с большой светимостью звезды её радиус может быть измерен непосредственно, и такая попытка была сделана в 1972 году. Данные об этом и других измерениях приведены в таблице:
| Имя звезды   | Год  | m    | Спектр | D (mas) | Rабс ({\displaystyle R_{\bigodot }}) | Комм.  |
| Тау6 Эридана | 1972 | 4,22 | F3V    | 0,89    | 1,6                                  | [ 18 ] |
| Глизе 155    | 1983 | 4,22 | F3V    | —       | 1,2                                  | [ 19 ] |
| Тау6 Эридана | 1984 | 4,22 | F3V    | 0,68    | 1,1                                  | [ 20 ] |

Однако с 2018 года, то есть после миссии Gaia, считается, что радиус звезды равен 1,80 {\displaystyle R_{\bigodot }}, то есть измерение 1972 года было довольно адекватным, но недостаточно точным. Светимость звезды, сейчас считается равной 5,47 {\displaystyle L_{\bigodot }}.
Скорость вращения Тау6 Эридана в 8 раз больше солнечной и имеет значение равное 16,25 км/с, что даёт период вращения звезды —5,76 дней.
Звёзды, имеющие планеты, имеют тенденцию иметь большую металличность по сравнению Солнцем, однако Тау6 Эридана имеет значение металличности −0,03 ± 0,11, то есть находится в диапазоне от 72-120 % от солнечного значения. Звезда была исследована на предмет избыточного инфракрасного излучения, которое могло указывать на присутствие околозвездного диска, но ничего не было обнаружено.
У звезды известна поверхностная гравитация, чьё значение характерно для карликовых звёзд переходящих к стадии субгиганта —4,21 ± 0,13 СГС или 162,18 ± 1,35 м/с2, что составляет 59 % от солнечного значения (274,0 м/с2). Однако поверхностная гравитация вычислена с очень большими ошибками: для звезды, имеющей радиус равный 1,80 {\displaystyle R_{\bigodot }}, она предполагает массу звезды в диапазоне 1,45-2,63 {\displaystyle M_{\bigodot }}.
Звезда довольно молодая: текущий возраст системы Тау6 Эридана определён, как 2,0 млрд.. Однако, тут, по-видимому, есть ошибка. Известно, что время жизни звезды с массой 1,35 {\displaystyle M_{\bigodot }} живут на главной последовательности порядка 4,32 млрд. лет, но поскольку заканчивает свою жизнь на главной последовательности, то это значит, что её масса была определена неправильно и на самом деле она равна 1,75 {\displaystyle M_{\bigodot }}, либо её возраст опредёлен неправильно, либо её поверхностная гравитация опредёлена неправильно. Однако, если, звезда действительно находится на стадии перехода к субгиганту, то уже через несколько сотен миллионов лет Тау6 Эридана сбросит внешние оболочки и станет белым карликом.

## Ближайшее окружение звезды
Следующие звёздные системы находятся на расстоянии в пределах 20 световых лет от звезды Тау6 Эридана (включены только: самая близкая звезда, самые яркие (<6,5m) и примечательные звёзды). Их спектральные классы приведены на фоне цвета этих классов (эти цвета взяты из названий спектральных типов и не соответствуют наблюдаемым цветам звёзд):
| Звезда       | Спектральный класс | Расстояние, св. лет |
| Глизе 1060   | DA5 wd             | 6.50                |
| Альфа Печи   | F6V                | 15.21               |
| Тау¹ Эридана | F7V                | 18.74               |

Рядом со звездой, на расстоянии 20 световых лет, есть ещё порядка 15 красных, оранжевых карликов и жёлтых карликов спектрального класса G, K и M, которые в список не попали.